# 小行星2337
小行星2337（2337 Boubín）是一颗绕太阳运转的小行星，为主小行星带小行星。该小行星于1976年10月22日发现。
該小行星以捷克的布賓山命名。

## 轨道参数
小行星2337的轨道半长轴为2.5932638 UA，离心率为0.169。